# Cecidochares eupatorii
Cecidochares eupatorii är en tvåvingeart som först beskrevs av Jean-Jacques Kieffer och Jorgenson 1910.  Cecidochares eupatorii ingår i släktet Cecidochares och familjen borrflugor. Inga underarter finns listade.